# Wallops Flight Facility

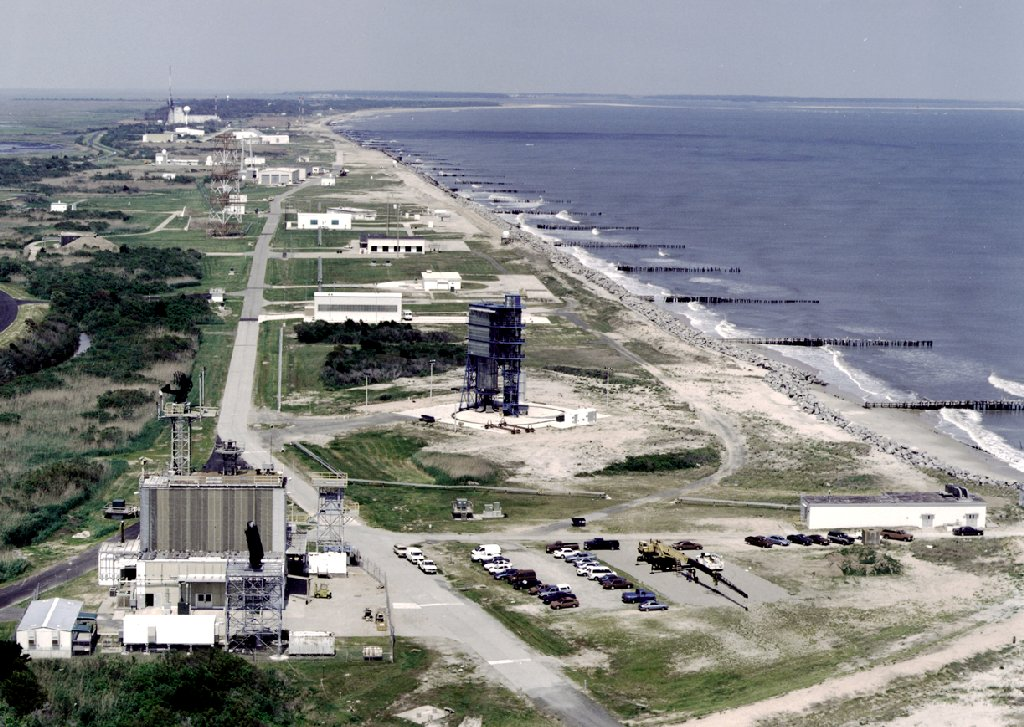
Startanlagen auf Wallops Island

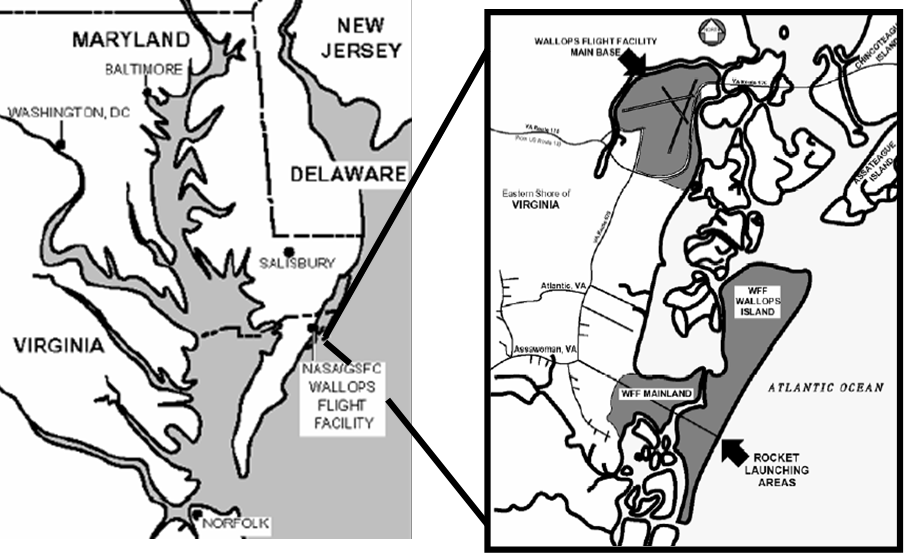
WFF Main Base, Mainland Site und Island Launch Site

Die Wallops Flight Facility (WFF; IATA: WAL, ICAO: KWAL) ist ein Weltraumbahnhof der NASA. Die Einrichtung wird vom Goddard Space Flight Center betrieben. Sie befindet sich auf der Insel Wallops Island an der US-amerikanischen Ostküste und gehört somit zum Bundesstaat Virginia. Die WFF ist neben der Cape Canaveral Air Force Station und der Vandenberg Air Force Base einer der ältesten Raketenstartplätze der Welt.
Direkt südlich befindet sich seit Mitte der 2010er Jahre der kommerzielle Weltraumbahnhof Mid-Atlantic Regional Spaceport (MARS), der Teile der WFF-Infrastruktur mitnutzt.

## Nutzung
Von Wallops Island werden Starts mit einer Bahnneigung zwischen 37 Grad und 70 Grad durchgeführt. Die WFF war außerdem ein Notlandeplatz des Space Shuttle.
Der erste Raketenstart auf Wallops Island fand am 4. Juli 1945 statt. Am 4. Dezember 1959 wurde im Rahmen des Mercury-Programms von hier aus der Rhesusaffe Sam auf einen ballistischen Flug geschickt. Weitere wichtige Tests wurden hier durchgeführt, wie beispielsweise die Probeflüge für die Rettungstürme des Mercury- und Apollo-Programms.
Heute dient Wallops Island als Raketenstartplatz für Höhenforschungsraketen und dem gelegentlichen Start kleinerer Satelliten. Für Satellitenstarts kam in den Jahren 1960 bis 1994 die Scout-Rakete zum Einsatz. Seither wurde ein Exemplar der Conestoga-Rakete sowie einige Pegasus-Raketen für orbitale Starts eingesetzt.

## Aufbau
Die Wallops Flight Facility ist in drei Teile aufgeteilt: die Wallops Main Base, Wallops Mainland Site und Wallops Island Launch Site.
Zum Bereich der Main Base gehören die Administration, die Einrichtungen für Forschung und Telemetrie, die Bodenstation für die Bahnverfolgung sowie die Zentren für Start und Telekommunikation. Auf dem Gelände sind auch die National Oceanic and Atmospheric Administration (NOAA) sowie die Küstenwache der USA und die US Navy zu finden.
Die Radaranlagen sowie die Sende- und Empfangsanlagen befinden sich im westlichen Teil (Wallops Mainland) des WFF. Auf dem Gebiet der Wallops Island Launch Site befinden sich die Startanlagen, die Radaranlagen sowie Montage- und Lagerhallen.

## Geschichte
Das Startgebiet Wallops Island wurde 1945 von der National Advisory Committee for Aeronautics (dem Vorläufer der NASA) gegründet. Es stand zunächst unter der Leitung des Langley Research Center.
Im Jahr 1958 wurde dem Langley Research Center nach der Gründung der NASA jedoch die Leitung entzogen und Wallops Island wurde eine eigenständige Einrichtung der NASA. Im Jahre 1974 wurde das Startgebiet in Wallops Flight Center, 1981 dann in Wallops Flight Facility umbenannt und dem Goddard Space Flight Center in Maryland zugeordnet.

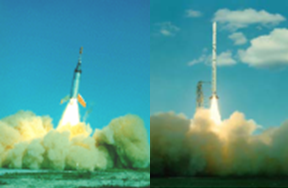
Test eines Mercury-Raumschiffs mittels einer Little-Joe-Rakete (links), Start einer Scout-Rakete (rechts)

1959 bis 1961 wurden hier Tests des Mercury-Raumschiffs und des Fluchtturms unternommen, noch bevor die ersten bemannten Starts im Mercury-Programm vom Kennedy Space Center gestartet wurden. Am 21. August 1959 wurde ein Startversuch einer Little-Joe-1-Rakete unternommen. Durch ein technisches Problem zündete jedoch das Rettungssystem 30 Minuten vor dem regulären Start. Die Mercury-Kapsel stieg bis auf 600 m hoch und fiel nach 20 Sekunden Flugzeit in den Atlantischen Ozean.
Am 4. Dezember 1959 wurde mit dem Rhesusaffen Sam mit einer Little-Joe-2-Rakete das erste Lebewesen mit einer US-amerikanischen Rakete gestartet. Es wurden biomedizinische Tests für die geplanten bemannten Raumflüge durchgeführt. Einen Monat später, am 21. Januar 1960, wurde erneut ein Rhesusaffe, Miss Sam, mit einer Little-Joe-1B-Rakete zu einem suborbitalen Flug gestartet. Es wurden wieder biomedizinische Tests durchgeführt.
Zu einem Fehlschlag kam es am 8. November 1960 mit dem Start einer Little-Joe-5-Rakete und dem Mercury-Raumschiff Nr. 3. Das Raumschiff trennte sich nicht von der Rakete. Am 28. April und 30. Juni 1960 gab es zwei weitere teilweise erfolgreiche Starts einer Little-Joe-Rakete mit dem Mercury-Raumschiff Nr. 14.
Mit dem ersten Start und einem suborbitalen Flug einer kompletten Scout-Rakete am 1. Juli 1960 begann ein weiteres wichtiges Projekt. Bei einem zweiten Start erreichte die Scout-Rakete eine Höhe von 2414 km. Am 4. Dezember 1960 wurde erstmals versucht, einen Satelliten vom WFF aus zu starten. Da die zweite Stufe der Scout-Rakete jedoch nicht zündete, stürzte der Satellit Explorer S-56 in den Atlantischen Ozean.
Am 16. Februar 1961 wurde zum ersten Mal mit einer Scout-Rakete ein Satellit (Explorer 9) erfolgreich in den Orbit befördert. Der Satellit verglühte drei Jahre später in der Erdatmosphäre.
Mit dem Start des Satelliten RFD-1 am 22. Mai 1963 wurde ein erster erfolgreicher Wiedereintritt während eines suborbitalen Flugs getestet. Zwei Monate später wurde bei einem weiteren Wiedereintrittstest das Hitzeschutzmaterial getestet. Kommunikationsprobleme während des Wiedereintritts wurden mit dem Start des Satelliten RAM C-1 am 19. Oktober 1967 untersucht.
Am 18. Juni 1976 wurde die suborbitale Sonde Gravity Probe A zur experimentellen Überprüfung Einsteins Allgemeiner Relativitätstheorie gestartet.
In den 2000er Jahren gab die WFF ihre südlichste Anlage, den Startkomplex 0, an den neuen Mid-Atlantic Regional Spaceport ab.

## Startrampen
| Startrampe                 | Koordinaten         | Startplätze | Status | Anmerkungen                                                                                         |
| -------------------------- | ------------------- | ----------- | ------ | --------------------------------------------------------------------------------------------------- |
| Launch Area 0 (historisch) | 37,8315 N 75,4901 W | 1           |        | Terrier Recruit, Conestoga 1620; mittlerweile Teil des Mid-Atlantic Regional Spaceport für Electron |
| Launch Area 1              | 37,8352 N 75,4861 W | 1           |        | Astrobee F, Little Joe                                                                              |
| Launch Area 2              | 37,8376 N 75,4834 W | 1           |        | Black Brant                                                                                         |
| Launch Area 3              | 37,8503 N 75,4725 W | 2           |        | Scout B, Scout D, Scout G, Scout X, Scout X-1, Scout X-2, Scout X-3, Scout X-4, Scout X-5           |
| Launch Area 4              | 37,8508 N 75,4702 W | 1           |        | Blue Scout Junior, Journeyman, Little Joe                                                           |
| Launch Area 5              | 37,8529 N 75,4681 W | 1           |        | Black Brant                                                                                         |
| Runway RW04/22             |                     | 1           |        | Pegasus XL                                                                                          |

Bisher starteten von Wallops Island mehr als 14.000 Raketen.